# Deutsche Schachzeitung
Deutsche Schachzeitung (en català: "Diari d'Escacs Alemany") fou la primera revista d'escacs en alemany.
Fundada el 1846 per Ludwig Bledow amb el títol Schachzeitung der Berliner Schachgesellschaft i amb periodicitat mensual, va canviar el nom a Deutsche Schachzeitung el 1872. (Hi va haver una altra revista que prengué el nom Deutsche Schachzeitung entre 1846 i 1848.)
Quan es va deixar de publicar el desembre de 1988 era la revista d'escacs més antiga del món, ja que s'havia publicat regularment des de la seva fundació el 1846 llevat del període de cinc anys (1945–1949) que va seguir la II Guerra Mundial.
Des de gener de 1989, la Deutsche Schachzeitung es va unir amb la Deutsche Schachblätter – Schach-Report editada a Hollfeld. La revista resultant va aparèixer amb els noms de les dues revistes anteriors a la seva portada final desembre de 1996. Des de gener de 1997, es va refondre novament, aquest cop amb la revista berlinesa Schach. La revista resultant va optar pels noms Schach i Schach-Report a la portada durant un any, i el nom Deutsche Schachzeitung va desaparèixer-ne. Des de 1998, la revista té el nom simplement de Schach. De tota manera, l'índex de continguts encara comença amb els noms de Deutsche Schachzeitung, Deutsche Schachblätter i Schach-Report.
La Deutsche Schachzeitung va tenir el seu millor moment durant les dues primeres dècades del segle xx.

## Editors
| Des de  | Fins a  | Editors                                               |
| ------- | ------- | ----------------------------------------------------- |
| 1846.07 | 1846.08 | Ludwig Bledow                                         |
| 1846.09 | 1851    | Wilhelm Hanstein, Otto von Oppen                      |
| 1851    | 1852    | Otto von Oppen, N.D. Nathan                           |
| 1852    | 1858    | Otto von Oppen                                        |
| 1858.12 | 1864    | Max Lange                                             |
| 1865.01 | 1866    | E. von Schmidt, Johannes Minckwitz                    |
| 1867    | 1871    | Johannes Minckwitz                                    |
| 1872    | 1876    | Johannes Minckwitz, Adolf Anderssen                   |
| 1876.12 | 1878    | Dr. Constantin Schwede, Adolf Anderssen               |
| 1879.01 | 1886.12 | Johannes Minckwitz                                    |
| 1887.01 | 1891    | Curt von Bardeleben, Hermann von Gottschall           |
| 1892    | 1896    | Hermann von Gottschall                                |
| 1897    |         | Siegbert Tarrasch                                     |
| 1898    |         | Johann Berger, Paul Lipke                             |
| 1899    | 1916    | Johann Berger, Carl Schlechter                        |
| 1917    | 1918    | Carl Schlechter                                       |
| 1919    | 1921    | Jacques Mieses                                        |
| 1922    | 1923    | Friedrich Palitzsch                                   |
| 1924    |         | Friedrich Palitzsch, Ernst Grünfeld                   |
| 1925    |         | Max Blümich, Friedrich Palitzsch, Ernst Grünfeld      |
| 1926    |         | Max Blümich, Friedrich Palitzsch                      |
| 1927    | 1931    | Max Blümich, Friedrich Palitzsch, Heinrich Ranneforth |
| 1932.02 | 1942    | Max Blümich, Heinrich Ranneforth, Josef Halumbirek    |
| 1942.03 | 1942.04 | Heinrich Ranneforth, Josef Halumbirek                 |
| 1942.05 | 1943.03 | Theodor Gerbec, Heinrich Ranneforth, Josef Halumbirek |
| 1943.04 | 1944.09 | Ludwig Rellstab                                       |
| 1950.12 | 1988    | Rudolf Teschner                                       |